# Niger aux Jeux olympiques
Le Niger a envoyé des athlètes à tous les Jeux d'été tenus depuis 1964, à part en 1976 et en 1980 pour cause de boycott. En 1976, 22 nations africaines, dont le Niger, protestent contre la présence de la Nouvelle-Zélande. Elles reprochent à cette dernière d'avoir envoyé son équipe de rugby participer à une tournée en Afrique du Sud, pays pratiquant l'apartheid,,,. En 1980, 29 pays musulmans, dont le Niger, s'associent au boycott américain considérant l'attaque soviétique contre l'Afghanistan comme une attaque contre l'Islam.
Le pays a gagné deux médailles olympiques grâce à Issaka Dabore, qui a remporté le bronze en boxe en 1972, et Abdoulrazak Issoufou Alfaga en taekwondo en 2016. Le Niger n'a jamais participé aux Jeux d'hiver.

## Médailles
| Médaille | Nom                         | Jeux        | Sport     | Compétition                 |
| -------- | --------------------------- | ----------- | --------- | --------------------------- |
| Argent   | Abdoulrazak Issoufou Alfaga | Rio 2016    | Taekwondo | + 80 kg hommes              |
| Bronze   | Issaka Dabore               | Munich 1972 | Boxe      | Poids welters légers hommes |